# Station Kiruna
Station Kiruna is een spoorwegstation in de Zweedse stad Kiruna. Het station werd geopend in 1902 en ligt aan de Malmbanan. In 2013 is het station verhuisd naar een tijdelijke locatie in het noorden van de stad, omdat Kiruna dreigt te verzakken door de ijzerertsmijnen onder de stad. De hele stad verhuist de komende jaren naar een nieuwe locatie, het station verhuist ook mee.
Station Kiruna is een station aan de nachtlijn Stockholm - Narvik.

## Verbindingen
| Serie | Treinsoort                           | Route                                                                  | Bijzonderheden                               |
| ----- | ------------------------------------ | ---------------------------------------------------------------------- | -------------------------------------------- |
| 30    | Intercity / Stoptrein (SJ / Norrtåg) | Luleå – Boden – Gällivare – Kiruna – Björkliden – Riksgränsen – Narvik | Stopt op sommige stations alleen op verzoek. |
| 94    | Nachttrein (SJ)                      | Stockholm – Gävle – Sundsvall – Umeå – Kiruna – Riksgränsen – Narvik   |                                              |